# Fermo Camellini
Fermo Camellini (Scandiano, Itàlia, 7 de desembre de 1914 - Beaulieu-sur-Mer, 27 d'agost de 2010) va ser un ciclista que fou professional entre 1937 i 1951. Nascut italià, el 8 d'octubre de 1948 es nacionalitzà francès. En el seu palmarès destaquen dues etapes al Tour de França de 1947, cursa en la qual finalitzà dues vegades entre els deu primers. També destaca la classificació general de la París-Niça de 1946 i la Fletxa Valona de 1948.
Era germà del també ciclista Guerrino Camellini.

## Palmarès
- 1937
  - 1r a la cursa de la cota Niça-La Turbie
  - 1r del Gran Premi de Guillaumont
- 1938
  - 1r del Circuit dels Alps
  - 1r de la Niça-Annot-Niça
- 1939
  - 1r del Gran Premi de la Costa Blava i vencedor de 2 etapes
  - 1r del Circuit dels Maures
  - 1r del Circuit del Mont Ventor
  - 1r del Tour de Gard
- 1941
  - 1r de la Niça-Annot-Niça
  - 1r de la Niça-Mont Chauve
  - 1r del Circuit del Mont Ventor i vencedor d'una etapa
  - 1r a la cursa de la cota Niça-La Turbie
  - 1r del Premi d'Ambérieu
- 1942
  - Vencedor d'una etapa de la Volta a Catalunya
  - 1r del Gran Premi de l'Alta Savoia
- 1944
  - 1r del Gran Premi de Cagnes-sur-Mer
- 1945
  - 1r del Gran Premi de Niça
  - 1r del Gran Premi de Provença
  - 1r del Circuit del Llemosí
  - 1r de la París-Reims
  - 1r del Critèrium del Sud-oest
  - 1r del Critèrium de la Costa Blava
- 1946
  - 1r de la París-Niça
  - 1r de la Niça-Mont Agel
  - 1r a l'A través de Lausana
  - 1r dels Quatre dies de Suïssa
  - Vencedor d'una etapa del Gran Premi d'Armagnac
- 1947
  - Vencedor de 2 etapes del Tour de França
  - Vencedor d'una etapa del Critèrium del Dauphiné Libéré
  - 1r del Critèrium de Lausana
- 1948
  - 1r de la Fletxa Valona
  - 1r del Gran Premi de l'Echo d'Oran
- 1950
  - 1r del Premi de Pau

### Resultats al Tour de França
- 1947. 7è de la classificació general i vencedor de 2 etapes
- 1948. 8è de la classificació general
- 1949. Abandona (18a etapa)

### Resultats a la Volta a Espanya
- 1942. 10è de la classificació general

### Resultats al Giro d'Itàlia
- 1946. Abandona (12a etapa). Mallot rosa durant 3 etapes